# Joanna Rowsell-Shand

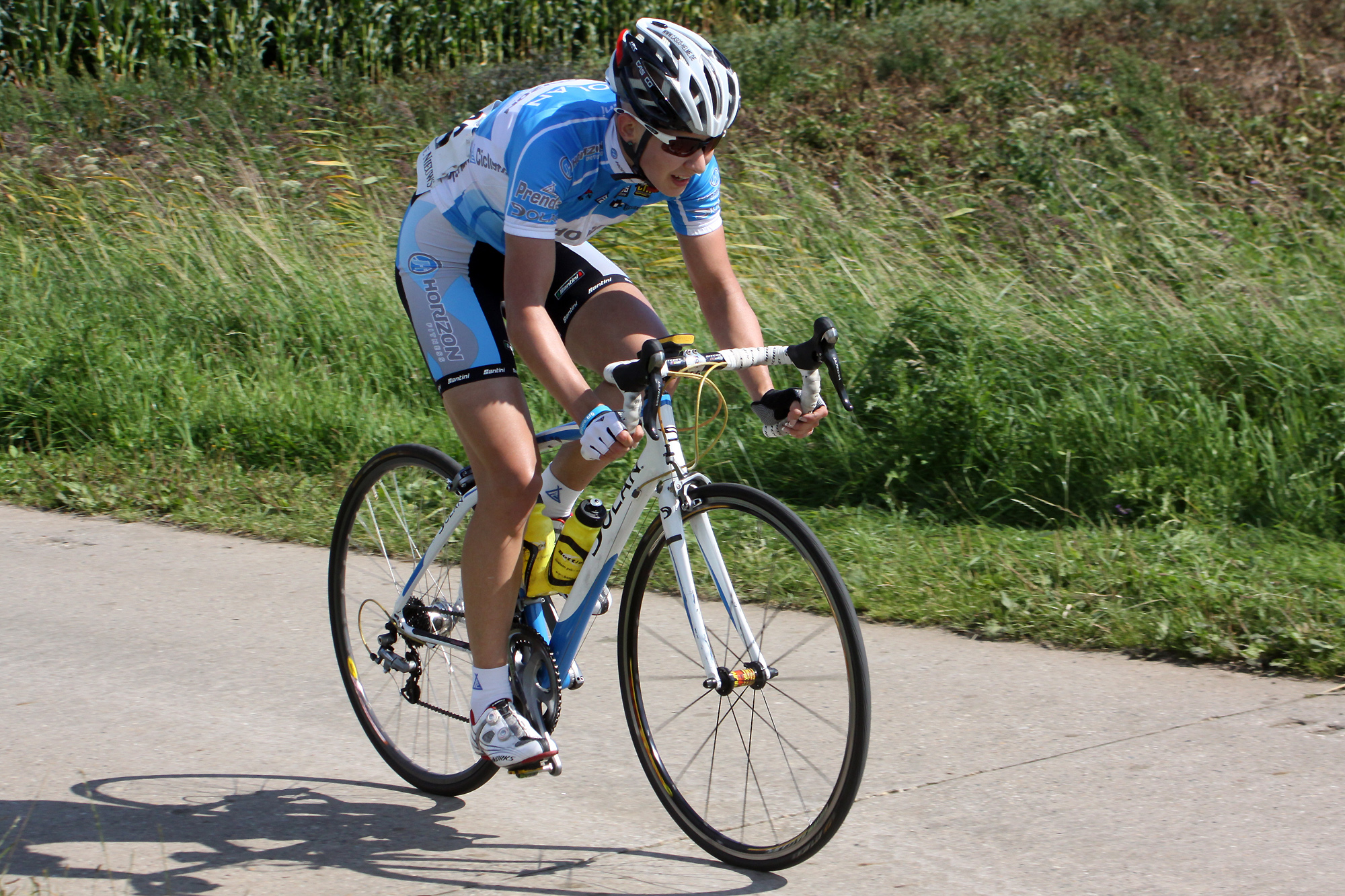
Joanna Rowsell en 2011.

Joanna Katie Rowsell Shand née le 5 décembre 1988 à Sutton (Londres), est une coureuse cycliste britannique, professionnelle entre 2007 et 2016. Spécialisée en poursuite sur piste, elle est double championne olympique de la poursuite par équipes (2012 et 2016), quadruple championne du monde de poursuite par équipes (2008, 2009, 2012 et 2014) et championne du monde de poursuite individuelle en 2014.
En 2013, elle devient membre de l'ordre de l'Empire britannique pour services rendus au cyclisme.

## Biographie
En mars 2017, elle annonce arrêter sa carrière de cycliste. Par la suite, elle gère sa société, Rowsell Shand Coaching, spécialisée dans le domaine de l'entraînement sportif.

## Vie privée
Joanna Rowsell souffre d'alopécie areata, une maladie qui entraîne une perte de cheveux,,,.
Son frère cadet, Erick Rowsell, est un coureur cycliste sur route professionnel. 
Joanna Rowsell a épousé Daniel Shand en juillet 2015 et court par la suite sous le nom de Joanna Rowsell Shand.

## Palmarès sur piste

### Jeux olympiques
- Londres 2012
  -  Championne olympique de la poursuite par équipes (avec Laura Kenny et Danielle King)
- Rio 2016
  -  Championne olympique de la poursuite par équipes (avec Laura Kenny, Elinor Barker et Katie Archibald)

### Championnats du monde
- Manchester 2008
  -  Championne du monde de poursuite par équipes (avec Wendy Houvenaghel et Rebecca Romero)
- Pruszkow 2009
  -  Championne du monde de poursuite par équipes (avec Elizabeth Armitstead et Wendy Houvenaghel)
  - 4e de la poursuite individuelle
- Ballerup 2010
  -  Médaillé d'argent de la poursuite par équipes
- Melbourne 2012
  -  Championne du monde de poursuite par équipes (avec Laura Kenny et Danielle King)
  - 6e de la poursuite individuelle
- Cali 2014
  -  Championne du monde de poursuite par équipes (avec Katie Archibald, Elinor Barker et Laura Kenny)
  -  Championne du monde de poursuite individuelle
- Saint-Quentin-en-Yvelines 2015
  -  Médaillée d'argent de la poursuite par équipes
  - 4e de la poursuite individuelle
- Londres 2016
  -  Médaillée de bronze de la poursuite par équipes

### Coupe du monde
- 2008-2009 
  - Classement général de la poursuite
  - 1re de la poursuite par équipes à Manchester
  - 1re de la poursuite par équipes à Melbourne
  - 1re de la poursuite par équipes à Copenhague
  - 1re de la poursuite à Melbourne
  - 3e de la poursuite à Manchester
  - 3e de la poursuite à Copenhague
- 2009-2010 
  - 1re de la poursuite par équipes à Manchester (avec Elizabeth Armitstead et Wendy Houvenaghel)
  - 2e de la poursuite par équipes à Melbourne
- 2010-2011
  - 1re de la poursuite par équipes à Manchester (avec Sarah Storey et Wendy Houvenaghel)
- 2011-2012
  - 1re de la poursuite à Londres
- 2013-2014
  - 1re de la poursuite à Manchester
  - 1re de la poursuite par équipes à Manchester (avec Laura Kenny, Elinor Barker et Danielle King)
- 2015-2016
  - 2e de la poursuite par équipes à Hong Kong'
  - 3e de la poursuite par équipes à Cali

### Jeux du Commonwealth
- New Delhi 2014
  -  Médaillée d'or de la poursuite

### Championnats d'Europe
| Édition / Épreuve       | Poursuite individuelle | Poursuite par équipes                                                  |
| Pruszkow 2008 (espoirs) | Bronze                 | Or (avec Elizabeth Armitstead et Katie Colclough)                      |
| Apeldoorn 2011          |                        | Or (avec Danielle King et Laura Kenny)                                 |
| Apeldoorn 2013          |                        | Or (avec Laura Kenny, Elinor Barker, Danielle King et Katie Archibald) |
| Granges 2015            |                        | Or (avec Laura Kenny, Katie Archibald, Ciara Horne et Elinor Barker)   |

### Championnats de Grande-Bretagne
- 2005
  -  Championne de Grande-Bretagne de poursuite juniors
- 2006
  -  Championne de Grande-Bretagne de poursuite juniors
- 2007
  - 3e de la poursuite
  - 3e de la course aux points
- 2011
  -  Championne de Grande-Bretagne de poursuite
  -  Championne de Grande-Bretagne de poursuite par équipes (avec Sarah Storey et Danielle King)
  - 3e de la course aux points
- 2013
  -  Championne de Grande-Bretagne de poursuite par équipes (avec Elinor Barker, Laura Kenny et Danielle King)
- 2014
  -  Championne de Grande-Bretagne de poursuite par équipes (avec Elinor Barker, Laura Kenny et Danielle King)
  - 3e de la poursuite

## Palmarès sur route
- 2008
  -  Championne de Grande-Bretagne sur route espoirs
- 2013
  -  Championne de Grande-Bretagne du contre-la-montre

## Distinctions
- UEC Hall of Fame[9]